# Tratatul de la Westminster (1674)
Tratatul de la Westminster din 1674 a fost tratatul de pace care a pus capăt celui de al Treilea Război Anglo-Olandez. El a fost semnat la 19 februarie 1674 (stil nou) de Carol al II-lea al Angliei și ratificat de Adunarea Stărilor Generale ale Țărilor de Jos la 5 martie 1674. Anglia a fost obligată să semneze tratatul, deoarece Parlamentul nu a mai permis cheltuirea de fonduri suplimentare pentru război și aflase de tratatul secret de la Dover prin care Carol îi promisese lui Ludovic al XIV-lea al Franței că va trece la romano-catolicism la momentul potrivit. Războiul a avut o desfășurare surprinzătoare, olandezii reușind să captureze mai multe vase englezești decât pierduseră și recuceriseră colonia New Amsterdam în 1673.

## Conținut
Mare parte din condițiile de pace cerute de englezi în acordul de la Heeswijk din 1672 nu fuseseră îndeplinite, dar olandezii plătiseră două milioane de guldeni (în loc de zece milioane cât se ceruse inițial) pe o perioadă de trei ani (pentru a compensa pierderea subvențiilor franceze) și au reafirmat dreptul de Dominium Marium al englezilor între Land's End spre nord către Staten Land, cu amendamentul că drepturile de pescuit ale olandezilor nu vor fi afectate de acest drept. Condițiile tratatului din 1668, care reglementau comerțul și transportul maritim, au fost reconfirmate. În ce privește disputele teritoriale, tratatul a fost un aranjament de tip status quo ante bellum:
Ca orice țări, insule, orașe, porturi, castele sau cetăți au fost luate de ambele părți, de la momentul izbucnirii recentului nefericit război, în Europa sau altundeva, să fie înapoiate fostului proprietar sau domn, în aceeași stare în care se vor afla atunci când se va declara pacea
Pacea a fost declarată la Whitehall la 27 februarie (stil nou) ora 10:00 AM. Condițiile implicau ca New Netherland, recucerită de Cornelis Evertsen cel Tânăr în 1673, să redevină posesiune engleză și ca Surinam, capturat de olandezi în 1667, să rămână colonia lor, legalizând status quoul din 1667. Aceste probleme nu fuseseră rezolvate de Pacea de la Breda din acel an, ca acord uti possidetis. De asemenea, insulele Tobago, Saba, St Eustatius și Tortola, ocupate de englezi în 1672, aveau să fie retrocedate.
În ciuda păcii, o brigadă de trupe britanice sub fiul bastard al lui James Scott, I Duce de Monmouth, primul duce de Monmouth, sprijinindu-i pe francezi, nu va fi retrasă din armata franceză și i se va permite recrutarea în Marea Britanie până la sfârșitul perioadei franco-franceze. Războiul olandez. Charles a continuat să primească subvenții secrete de la Louis, atâta timp cât această brigadă a luptat de partea franceză.

## Implementare
Pacea nu a putut fi comunicată rapid în toate părțile lumii, astfel că s-au stabilit date diferite pentru încetarea ostilităților. De la Strâmtori la coasta Norvegiei, luptele trebuia să înceteze până la 8 martie; la sud de Tanger până la 7 aprilie; de acolo până la Ecuator până la 5 mai iar în restul lumii de la 24 octombrie 1674.